# Garsende de Sabran
Garsende de Sabran, morte vers 1242, est l'héritière des comtes de Forcalquier. Elle est comtesse de Provence par mariage et une trobairitz de langue occitane connue sous les noms de Garsenda de Proensa,, Garsende de Provence ou Garsende de Forcalquier.

## Biographie
Garsende, que l'on trouve aussi sous la forme Gersende, née probablement vers 1180, est la fille de Rainon Ier de Sabran, seigneur du Caylar et d'Ansouis, et de Garsende de Forcalquier, petite-fille de Guillaume IV de Forcalquier, comte de Forcalquier. Elle est la sœur aînée de Béatrice de Sabran, mariée à Guigues VI de Viennois, dauphin de Viennois.
En 1193, elle est âgée de treize ans lorsque son grand-père et son grand-oncle sont contraints de signer le traité d'Aix, qui stipule qu’elle doit devenir l'héritière du comté de Forcalquier et épouser Alphonse II de Provence, second fils du roi Alphonse II d'Aragon, destiné à devenir comte de Provence. Elle l'épouse, en 1196 à Aix-en-Provence. Elle est la mère, à 18 ans, de Raimond Bérenger IV de Provence (1198 † 1245), comte de Provence et de Forcalquier, puis de Garsende, mariée à Guillaume II de Moncade, vicomte de Béarn.
Elle a 29 ans quand, en 1209, son mari Alphonse II de Provence et son grand-père meurent. Par son testament du 11 septembre 1209 Alphonse II lègue le Comté de Provence à son fils Raymond Bérenger et à Garsende. Pendant 4 ans la tutelle de Raimond Bérenger IV de Provence, qui n'a que onze ans, est assurée par le roi Pierre II d'Aragon comte de Barcelone et marquis de Provence de 1195 à 1213. Pendant ces quatre ans, il délègue la régence du comté de Provence à son oncle Sanche. Très vite, le 30 novembre 1209, Garsende de Forcalquier cède ses droits sur le comté de Forcalquier à son fils, qui réunit ainsi les deux tiers de la Provence.

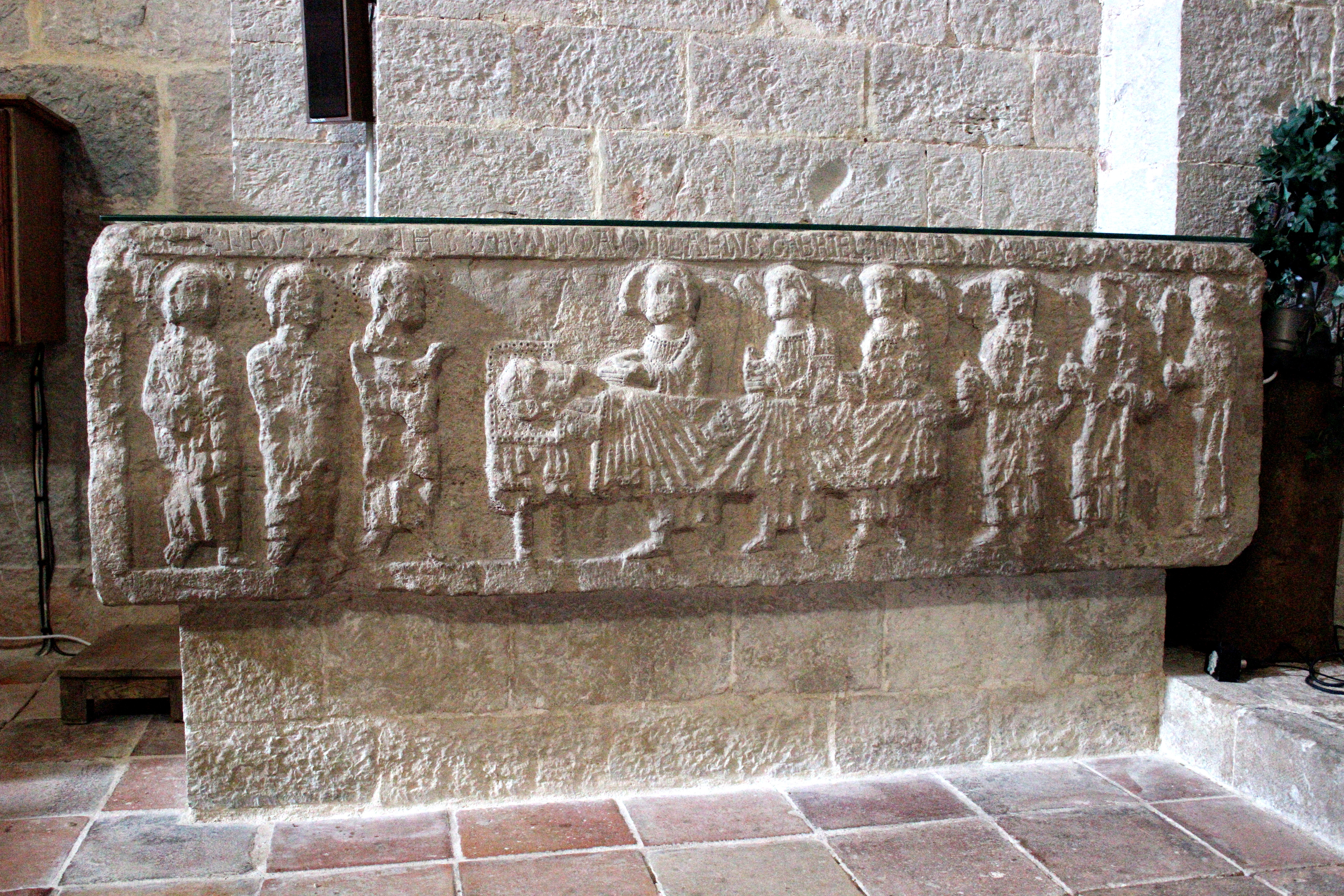
Sarcophage de Garsende de Sabran, à l'abbaye de La Celle.

Le 14 septembre 1213, Pierre II est tué à Muret et Sanche, qui prend en charge la régence d'Aragon, laisse celle de Provence à son fils Nuno. Des dissensions éclatent au sein des Catalans de Provence, entre les partisans de Garsende qui semble vouloir prendre la place du jeune prince et ceux de Nuno. La noblesse provençale en profite pour s'agiter. Elle prend finalement le parti de Garsende, évince Nuno, place Raymond-Bérenger sous la tutelle de sa mère et crée un conseil de régence. En 1220, Guillaume de Sabran, un neveu du comte Guillaume IV de Forcalquier, revendiquant le comté de son oncle, profite des troubles pour s'emparer de la région de Sisteron. Il est neutralisé, grâce à un arbitrage de l'archevêque d'Aix.
Garsende de Sabran, comtesse de Provence, était la dame du troubadour Elias de Barjols,, ainsi que du troubadour Gui de Cavaillon,. Elle se retira en 1225 à l'abbaye de La Celle, près de Brignoles.

## Œuvre
- On connaît d’elle un couplet[15] adressé vraisemblablement à Gui de Cavaillon[4].

Vos que m semblatz d'els corals amadors, 

Ja no volgra que fosses tan doptans; 

E platz mi molt que vos destreing amors, 

Qu'atressi sui eu per vos malananz. 

E avetz dan en vostre vulpilhage, 

Quar no us ausas de preiar enhardir, 

E faitz a vos e a mi gran damnage; 

Que ges dompna non ausa descobrir 

Tot so qu'il vol per paor de faillir. 

Vous qui me paraissez (du nombre) des sincères amants, 

Ah ! Je voudrais que vous ne fussiez si timide. 

Je me réjouis que l'amour vous captive, 

Car moi-même je souffre pareillement à cause de vous. 

Vous recevez dommage de votre timidité. 

Quand vous n'osez vous enhardir jusqu'à la prière; 

Et vous faites grand mal et à vous et à moi; 

(D'autant) que jamais une femme n'ose découvrir 

Tout ce qu'elle désire, par crainte de faillir. 

#### Ouvrages récents
- Edouard Baratier, Histoire de la Provence, Toulouse, Editions Privat, 1990, 604 p. (ISBN 2-7089-1649-1).
- Raymond Boyer, Au monastère de La Celle (Var) : une comtesse de Provence, une épitaphe, un sarcophage (XIIe : XIIIe siècles), Saint-Laurent-du-Var, Mémoires millénaires, 2016, 143 p. (ISBN 978-2-919056-52-1).
- Florian Mazel, La noblesse et l'Église en Provence fin Xe - début XIVe siècle, Paris, CTHS, 2002, 803 p. (ISBN 978-2-7355-0503-6, LCCN 2005397122).
- Jean-Pierre Poly, La Provence et la société féodale : 879-1166, contribution à l'étude des structures dites féodales dans le Midi, Paris, Bordas, 1976, 431 p. (lire en ligne).
- Mariacristina Varano, Espace religieux et espace politique en pays provençal au Moyen Âge (IXe – XIIIe siècles). L'exemple de Forcalquier et de sa région., Aix-en-Provence, Université Aix - Marseille I – Université de Provence Département d’Histoire de l'Art et Archéologie (Ufr Civilisations et Humanités), 2011, 1139 p. (lire en ligne [PDF]), p. 220-228.  (voir aussi : lire en ligne sur hal.archives-ouvertes.fr).

#### Ouvrages anciens
- Congrégation de Saint-Maur et Académie des inscriptions et belles-lettres, Histoire littéraire de la France, Paris, V. Palmé, Firmin-Didot, Impr. nationale, De Boccard, 1865-, 28 cm (BNF 34294743), p. 542-548, t. 17.
- Camille Chabaneau, Les biographies des troubadours en langue provençale : publiées intégralement pour la première fois avec une introduction et des notes, Toulouse, E. Privat, 1885, 204 p., In-fol. (BNF 30214219)
Les biographies des troubadours sur Gallica.
- François-Just-Marie Raynouard, Choix des poésies originales des troubadours, Paris, Firmin Didot, 1816-1821, 6 vol. : fac-sim. ; in-8 (BNF 31183398).
- Edouard Baratier, Histoire de la Provence, Toulouse, Editions Privat, 1990, 604 p. (ISBN 2-7089-1649-1).